# Famille de Contades
La famille de Contades est une famille subsistante de la noblesse française, originaire de Narbonne.
Cette famille compte parmi ses membres des docteurs en droit au XVIe siècle, un maréchal de France au XVIIIe siècle et des officiers généraux, des hommes politiques, un pair de France, un préfet, un chambellan de Napoléon III.

## Histoire
Gustave Chaix d'Est-Ange écrit que les premiers membres de cette famille vivaient à Narbonne en Languedoc au XVIe siècle où ils exerçaient des fonctions de juristes. Il écrit que le premier membre connu de cette famille « est un Antoine de Contades qui était en 1537 conseiller du roi, élu de Narbonne » mais que la filiation suivie ne débute qu'en 1547.
André de Contades est anobli par ses fonctions en 1619,.
Érasme et Gaspard de Contades sont maintenus nobles le 2 mai 1667 sur preuves de 1547 par jugement de Voisin de la Noiraye, intendant de Tours.
Aux XVIIIe siècle et XIXe siècle plusieurs membres de cette famille sont élevés aux grades d'officiers généraux : brigadier, maréchal de camp, lieutenant général. Louis Georges Érasme de Contades est fait maréchal de France sous le règne du roi Louis XV en 1758.

## Filiation
Cette généalogie est issue des travaux de Gustave Chaix d'Est-Ange :
- noble maître Arnaud Contades, docteur ès droits, habitant de la ville de Narbonne en 1547, il est seigneur de Bellieux, juge de la ville et viguerie de Narbonne en 1560, il épouse Marguerite Glauchon, ils ont :
  - Antoine Contades, seigneur de Bellieux, docteur ès droits, juge pour le roi de la ville et viguerie de Narbonne en 1574, il avait épousé en 1570 Catherine de Maurin, fille d'un lieutenant du gouverneur de la ville de Narbonne, ils ont :
    - André de Contades, né à Narbonne le 22 octobre 1572, il part vivre à Paris, il est nommé écuyer de la petite écurie du roi en 1602, puis grâce à la protection du connétable de Luynes il est nommé sous-gouverneur de Gaston, duc d'Orléans, frère du roi Louis XIII, puis il est nommé conseiller du roi en ses conseils d'État et privé en 1619, maître d'hôtel ordinaire du roi, chevalier de Saint-Michel, « il acquit la noblesse à la faveur de ces charges »[1] écrit Gustave Chaix d'Est-Ange qui ajoute « il commença la brillante fortune de sa famille »[1]. Il s'établit en Anjou où il achète la seigneurie de la Roche-Thibault. Il se qualifie chevalier, seigneur de la Roche-Thibault, commandant au gouvernement des ville et château d'Angoulême en l'absence du maréchal de Schomberg. Il avait épousé le 27 février 1628 Charlotte Gandillaud (famille qui a donné des maires à Angoulême), fille du lieutenant général (au siège présidial ?) d'Angoulême. Ils ont :
      - Érasme de Contades, seigneur de la Roche-Thibault, sous-lieutenant au régiment des gardes françaises, en 1664 à Angers il épouse Anne Hullin, fille d'un conseiller assesseur au présidial de cette ville, il est maintenu noble le 2 mai 1667 sur preuves de 1547 par jugement de Voisin de la Noiraye, intendant de Tours, il acquiert la terre de Montgeoffroy en Anjou, il meurt en 1713, entre autres enfants :
        - Gaspard de Contades (1666 à Angers - 1735), lieutenant général des armées du roi, grand-croix de l'ordre de Saint-Louis, il a :
          - Louis Georges Érasme de Contades (né à Mazé (Montgeoffroy) le 11 octobre 1704 et mort à Livry le 19 janvier 1795), seigneur de Verne, Montgeoffroy, La Roche-Thibaut et autres lieux, maréchal de France en 1758, un temps disgracié après la défaite de Minden il est nommé gouverneur de l'Alsace de 1763 à 1788, chevalier de l'ordre du Saint-Esprit, « il était connu sous le titre de marquis de Contades qui depuis lors a été conservé par le chef de la famille »[1], il a :
            - Georges-Gaspard de Contades (né le 3 janvier 1724 - mort fusillé le 8 mai 1794 dans la forêt du Gâvre), brigadier des armées du roi en 1753, homme de lettres (Le 13 août 1760 il est élu membre de l'Académie des sciences, belles-lettres et arts d'Angers dont il sera chancelier en 1763-1764 et directeur en 1770-1771), émigré puis chouan, mort dans l'insurrection vendéenne en 1794, il avait épousé en 1757 mademoiselle de Constantin de La Lorie, ils ont trois fils : 
              - Érasme-Gaspard, comte de Contades (12 mars 1758 à Angers - mort le 9 novembre 1834 à Angers), président du Conseil général d'Indre-et-Loire sous l'Empire et la Restauration, comte de l'Empire en 1809, pair de France héréditaire en 1815, comte-pair de France en 1821, lieutenant général des armées du roi en 1821, il avait épousé à Angers en 1781 mademoiselle de Villiers de Riou, d'où :
                - Gaspard de Contades (1785 à Angers - 6 janvier 1817 à Paris, des suites de 13 blessures reçues à la bataille d'Essling le 22 mai 1809 - enterré au Père Lachaise, division 11), il a : 
                  - Érasme-Henri de Contades (6 juin 1814 à Angers - 24 février 1858 à Paris), député du Cantal

                - Méry de Contades (1786 à Angers - 1869 à Angers), préfet, conseiller général de Maine-et-Loire, il a :
                  - Léon de Contades (1818-1900), chambellan de Napoléon III

                - Érasme de Contades, mort en 1813 à la bataille de Leipzig

              - Louis Gabriel de Contades, il est admis aux honneurs de la Cour le 27 février 1787 sous le titre de marquis de Contades-Gizeux, baron de l'Empire en 1813, maréchal de camp en 1814, meurt en 1825
              - François-Jules-Gaspard de Contades dit le chevalier de Contades (né le 29 décembre 1760 à Angers - mort le 3 septembre 1811 à Angers), émigré en 1791 durant la Révolution française, durant l'Émigration il est major général du régiment de Rohan à la solde de l'Autriche

        - Charles-Érasme de Contades dit le chevalier de Contades (1683 à Angers - 1765), brigadier des armées du roi en 1734, major général de l'armée en 1735, commandeur de l'ordre de Saint-Louis en 1737

      - Gaspard de Contades, bachelier de Sorbonne, diacre de l'église d'Angers, maintenu noble avec son frère Érasme le 2 mai 1667 sur preuves de 1547 par jugement de Voisin de la Noiraye, intendant de Tours

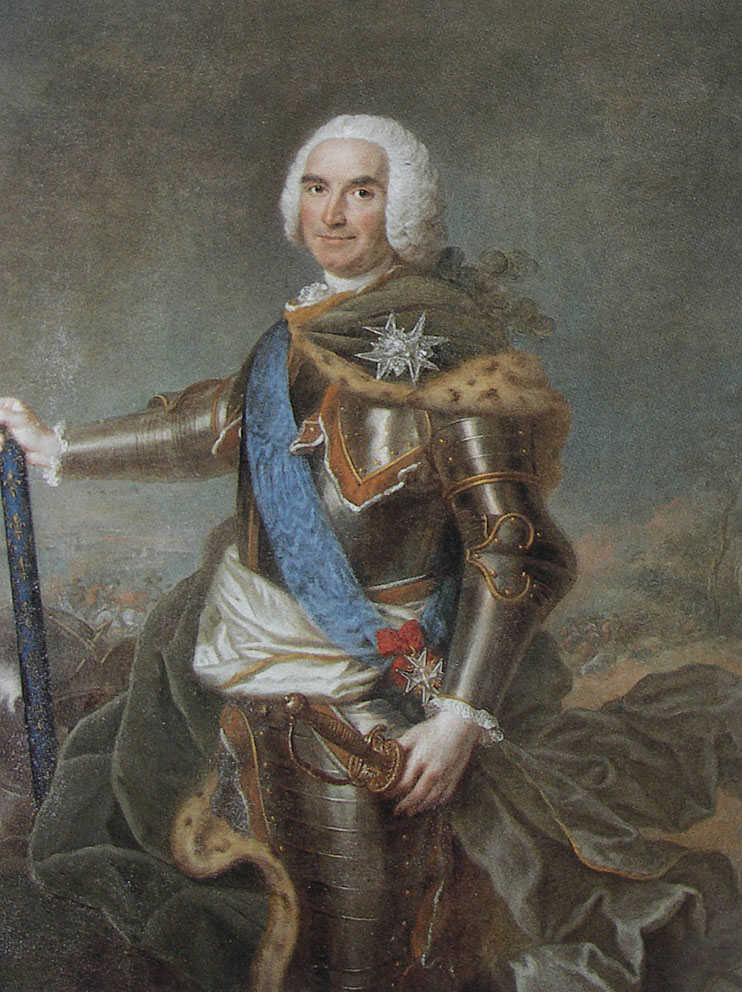
Louis Georges Érasme de Contades (1704-1795)
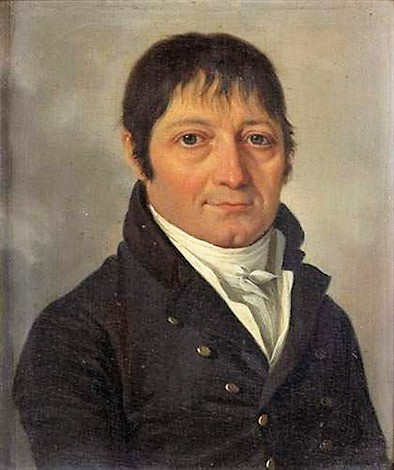
Érasme-Gaspard, comte de Contades (1758-1834)
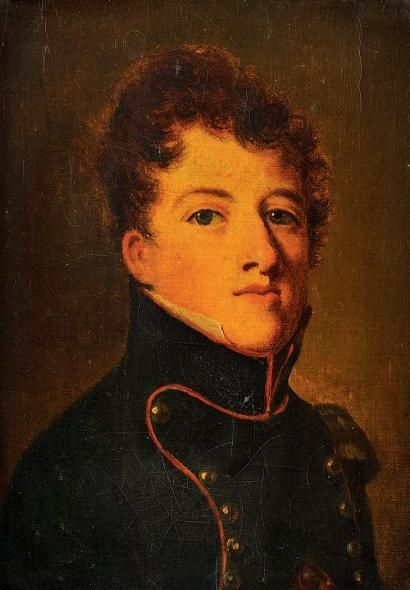
Louis Gabriel de Contades (1759-1825)

## Alliances
Les principales alliances de la famille de Contades sont : Glauchon (XVIe siècle), de Maurin (1570), Gandillaud (1628), Hullin (1664), Magon de La Lande (1724), de La Haye de Plouer (1747), de Constantin de La Lorie (1757 et 1785), de Villiers de Riou (1781), d'Andigné (1785), de Bouillé (1791), d'Anthenaise (1809), d'Oms (1813), du Fou (1817), de Maillé (1824), Amys du Ponceau (XIXe siècle), de Castellane (1836), d'Albert de Luynes de Chevreuse (1843), Mouchet de Battefort de Laubespin (1859), de Charnières (1859), de Broc (1859), de La Myre (1861), de Moustier (1872), de Vogüé (1882), de Carbonnel-Canisy (1884), du Bourblanc (1890), de Vassinhac d'Imécourt (1896), de Lancry de Pronleroy (1898), Desson de Saint-Aignan, de Nicolaÿ (1899), de Montboissier (1902), de Maillé de La Tour-Landry (1926), d'Harcourt (1951), de Cossé-Brissac (1958), d'Ornano (1960).

## Armes, titres
Les armes de la famille se blasonnent ainsi : D'or à l'aigle éployé d'azur, becqué de gueules.
- Couronne de marquis[1].
- Devise : Terror belli decus pacis[1].

- Titres[réf. nécessaire] :    
  - Titres réguliers : comte (1809) ; baron (1813) ; comte-pair de France (1821)
  - Titres de courtoisie : marquis ; vicomte

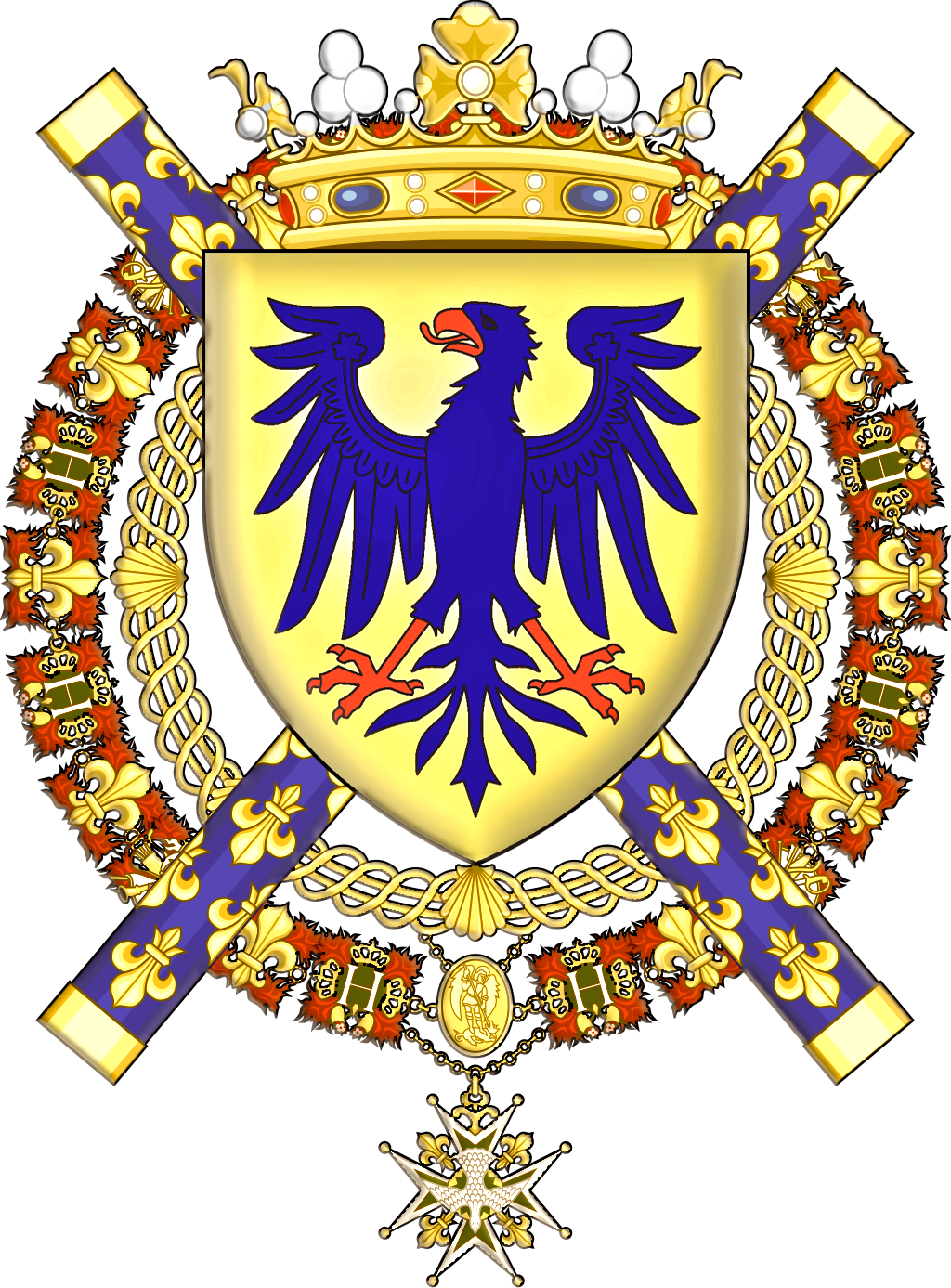
Armes du maréchal de Contades.

## Possessions
- Château de Gizeux (1786 - XXe siècle)
- Château de Montgeoffroy, toujours habité par la famille depuis le XVIIe siècle[3]
- Château de Saint-Maurice-du-Désert
- Hôtel de Contades (4 avenue de Contades à Angers)
- Hôtel de Villiers puis de Contades (9 rue Saint-Georges à Angers)

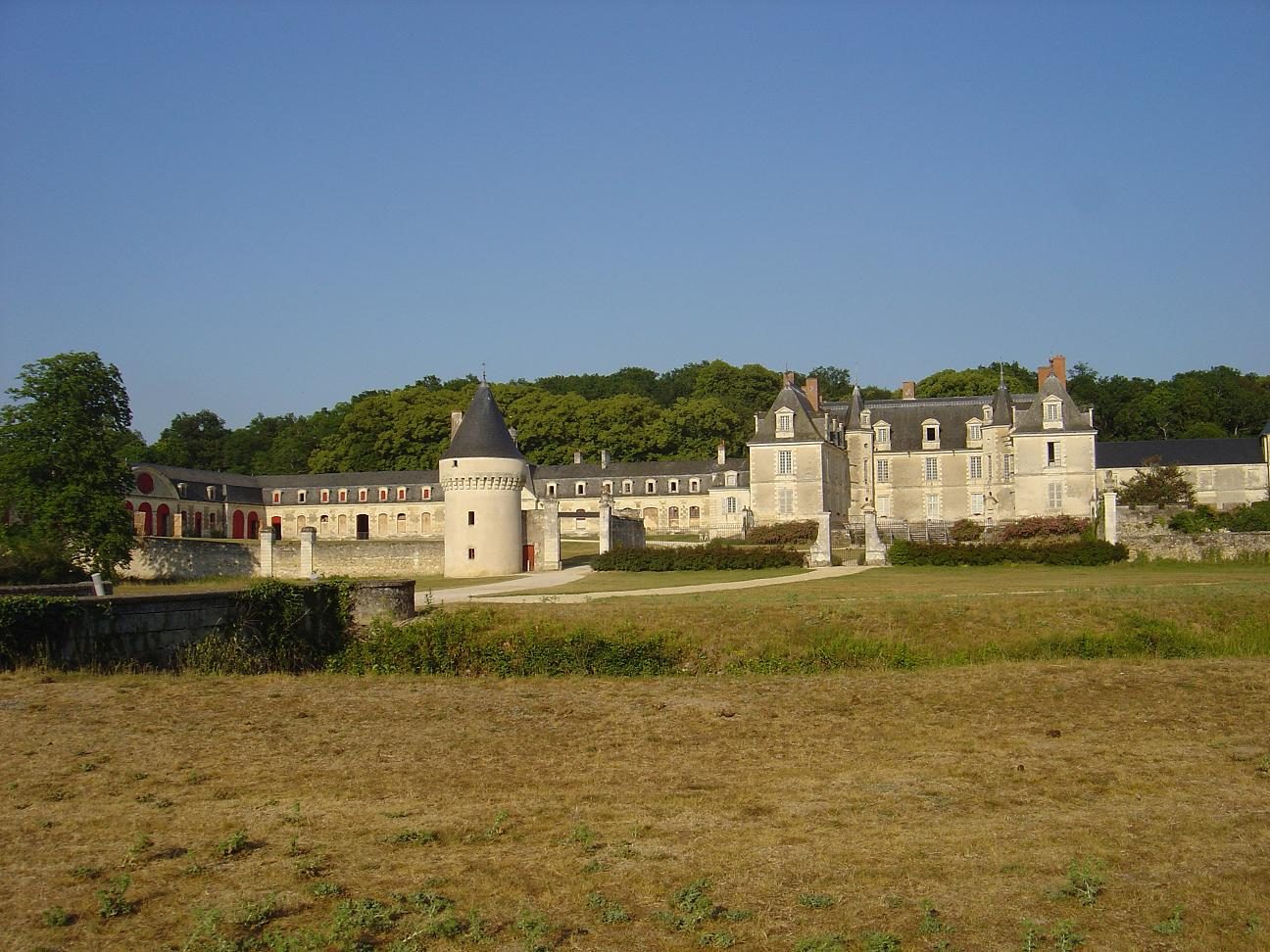
Château de Gizeux (transmis à la famille de Laffon au XXe siècle)
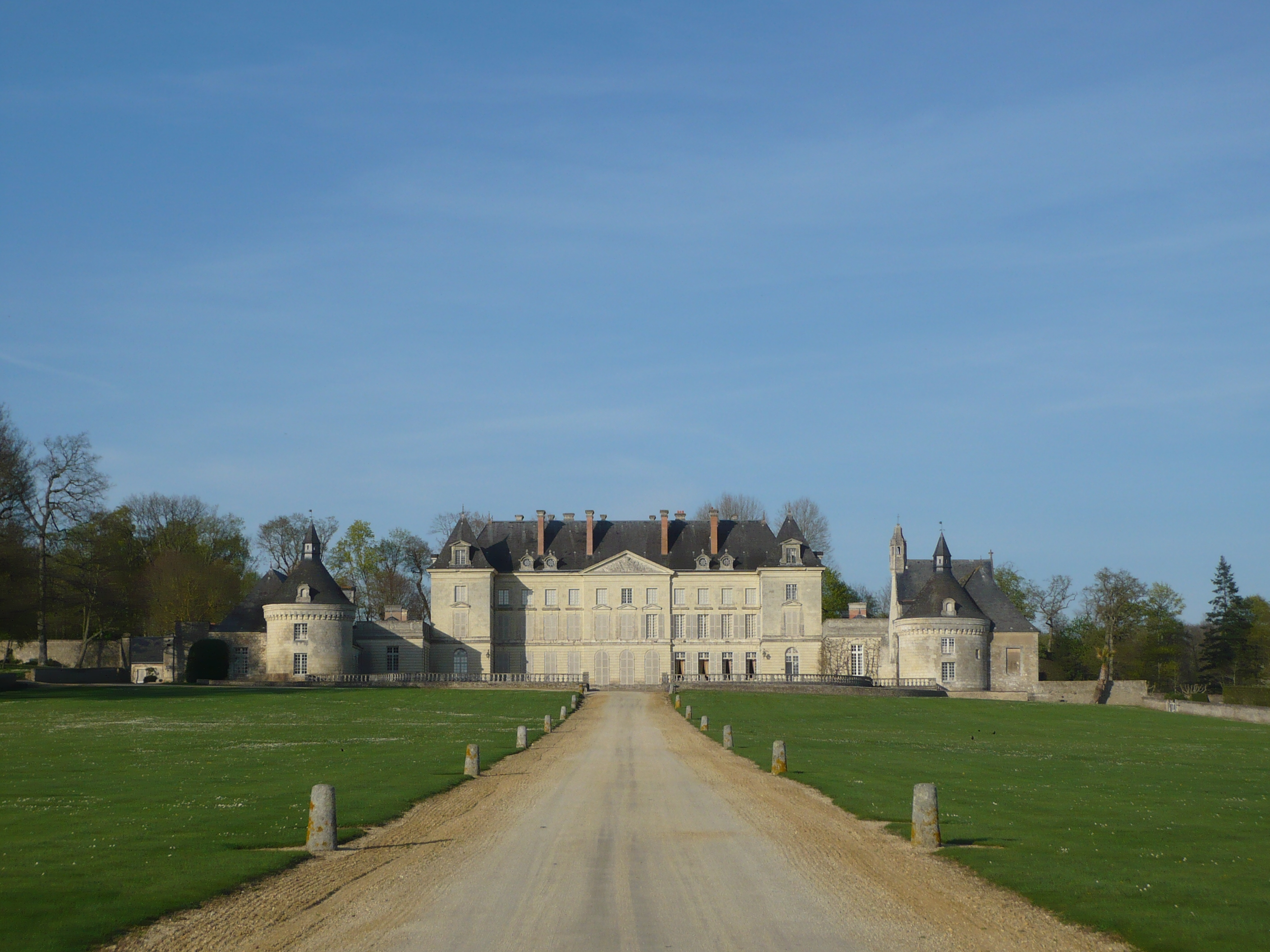
Château de Montgeoffroy

## Hommages et postérité
- A Angers
  - avenue de Contades
  - square de Contades
- A Saint-Maurice-du-Désert
  - rue de Contades
- A La Ferté Macé
  - boulevard Gérard de Contades
- A Bagnoles-de-l’Orne
  - square Gérard de Contades